# Călin Popescu-Tăriceanu
Călin Popescu-Tăriceanu (* 14. ledna 1952, Bukurešť) je rumunský politik.

## Život
Od roku 2004 je předsedou Partidul Național Liberal (Národní liberální strana). Po parlamentních volbách 28. listopadu 2004 se stal rumunským premiérem. Záhy mezi ním a prezidentem Băsescuem začalo docházet ke sporům o kompetence, které vytvářely politickou nejistotu v zemi. Vše vyvrcholilo začátkem dubna 2007 krachem koalice a politickou krizí. Po odchodu Demokratické strany z vlády vytvořil Tăriceanu menšinový kabinet se zástupci maďarské menšiny a s podporou postkomunistických sociálních demokratů (PSD). Snaha parlamentu o suspendování prezidenta (20. dubna 2007) byla neúspěšná, neboť nebyla podpořena v referendu (19. května 2007 – volební účast činila necelých 44 procent a proti odvolání hlavy státu se vyslovilo více než 74 procent hlasujících). Bylo to vnímáno jako Tăriceanuova prohra v dlouhodobé bitvě s prezidentem.
Při parlamentních volbách 30. listopadu 2008 utrpěl Popescu-Tăriceanu a jeho Národně liberální strana porážku. 22. prosince 2008 ho ve funkci nahradil Emil Boc.